# Melithaea variabilis
Melithaea variabilis är en korallart som först beskrevs av Sydney John Hickson 1905.  Melithaea variabilis ingår i släktet Melithaea och familjen Melithaeidae. Inga underarter finns listade i Catalogue of Life.